# Adiabate Maschine

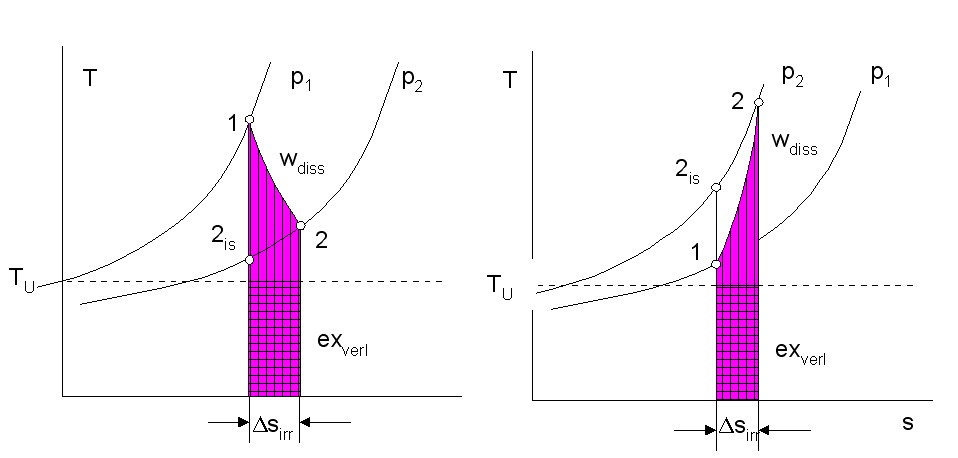
Abbildung 1: irreversible adiabate Zustandsänderungen im T-s-Diagramm: Expansion (links) und Verdichtung (rechts)

Adiabate Maschine ist ein Begriff aus der technischen Thermodynamik. Er bezeichnet Wärmekraftmaschinen und Arbeitsmaschinen, in denen eine adiabatische Zustandsänderung stattfindet, die also weder gekühlt noch beheizt werden (d. h. ohne Wärmeübertragung).
Eine adiabatische Zustandsänderung ist nicht immer isentrop, da auf dem Weg vom Einlass durch die Schaufelkränze bis zum Auslass durch Reibungs-, Stoß- und Drosselvorgänge (Dissipation) Entropie produziert werden kann. Dadurch wird die abgegebene Technische Arbeit einer Expansionsmaschine (Turbine) geringer als bei der verlustlosen isentropen Expansion, und beim Verdichten in einem Kompressor steigt die aufzubringende Arbeit.
Die Abbildung zeigt für beide Fälle den prinzipiellen Verlauf der Zustandsänderung im T-s-Diagramm, das sich für die Gasphase des Arbeitsmediums vom h-s-Diagramm qualitativ nicht unterscheidet.

## Gütegrad
Der erste Hauptsatz der Thermodynamik lautet für das offene System:
{\displaystyle {\dot {Q}}+{\dot {W_{\mathrm {t} }}}={\dot {H}}_{\mathrm {2} }-{\dot {H}}_{\mathrm {1} }+\underbrace {{\dot {m}}\cdot g\cdot \left(z_{\mathrm {2} }-z_{\mathrm {1} }\right)+{\frac {\dot {m}}{2}}\cdot \left(c_{\mathrm {2} }^{2}-c_{\mathrm {1} }^{2}\right)} _{\Delta E_{a}}}
Mit der Division durch den Massenstrom {\displaystyle {\dot {m}}}, unter Vernachlässigung der Wärmeübertragung ({\displaystyle q=0}) und der äußeren Energien ({\displaystyle \Delta E_{a}=0}) erhält man die einfache Gleichung für die spezifischen Größen:
{\displaystyle w_{t}=h_{2}-h_{1}}
Die technische Arbeit {\displaystyle w_{t}} ist also gleich der Enthalpiedifferenz (nach der in der Thermodynamik gültigen Konvention ist die aus dem System abgeführte, d. h. gewonnene Arbeit negativ).
Somit ergibt sich für den Gütegrad ν der Turbine:
{\displaystyle \nu _{\text{T}}={\frac {h_{1}-h_{2}}{h_{1}-h_{\text{2is}}}}}
und des Verdichters:
{\displaystyle \nu _{\text{V}}={\frac {h_{\text{2is}}-h_{1}}{h_{2}-h_{1}}}}

## Dissipierte Arbeit und Exergieverlust
Eine Form des zweiten Hauptsatzes der Thermodynamik ist die Gleichung:
{\displaystyle T\mathrm {d} s=\delta {q}+\delta {w_{\text{diss}}}}
Da keine Wärme übertragen wird ({\displaystyle \delta {q}=0}), erkennt man aus dieser Gleichung, dass die Fläche im T-s-Diagramm unter dem Zustandsverlauf (rote Fläche in Abbildung 1) die dissipierte Arbeit darstellt.
Die spezifische Exergie, die verloren geht bzw. in Anergie umgewandelt wird, ergibt sich mit
{\displaystyle ex_{\text{verl}}=T_{U}\cdot \Delta {s_{\text{irr}}}}
als der Teil der Fläche, der unterhalb der Linie der Umgebungstemperatur liegt.